# Всемирная выставка (1992)
Expo 1992 — всемирная выставка, которая проходила с 20 апреля по 12 октября 1992 года, Севилья, Испания. Темой выставки была «Эпоха открытий», посвященная 500-летию открытия Христофором Колумбом Америки. Было представлено более 100 стран. Общая площадь земли, использованной для выставки, составила 215 га, а общее количество посетителей составило 41 814 571 человек. Выставка проходила одновременно с меньшей и более короткой по продолжительности специализированной выставкой Генуя Экспо 1992, проводимой в память о Христофоре Колумбе, родившемся в Генуе.

## Территория выставки

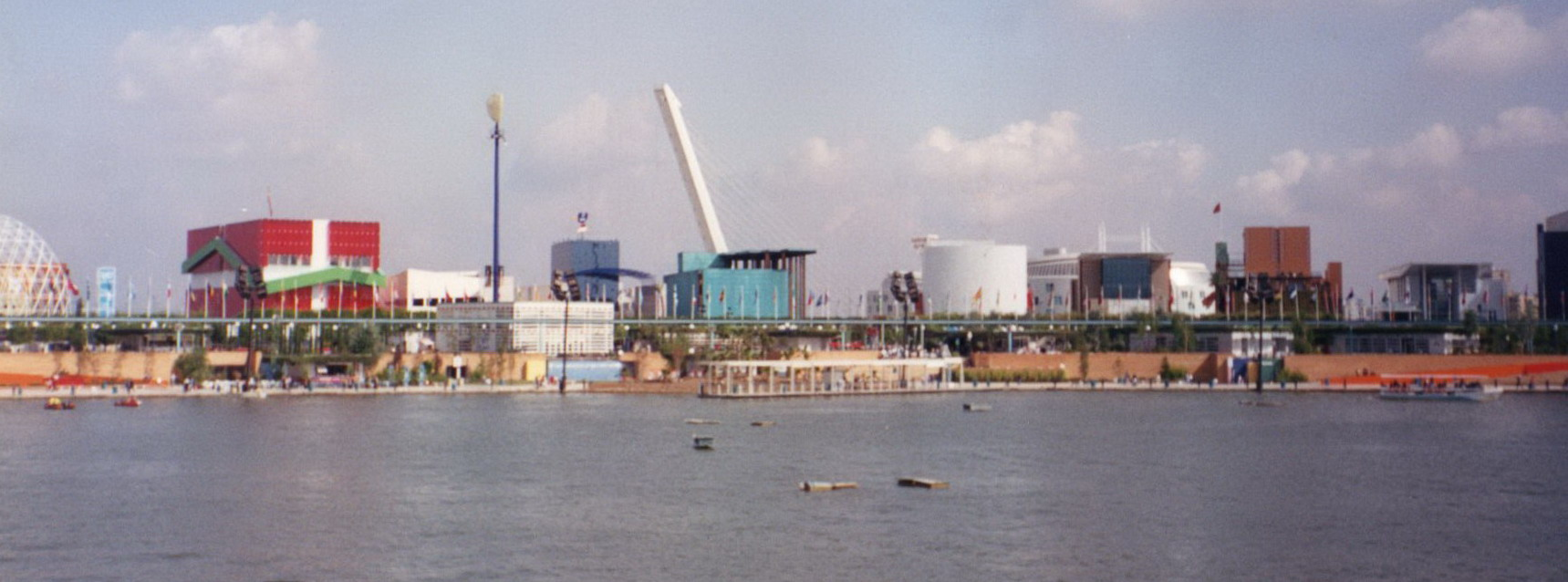
Озеро Испания

Под Экспо’92 в Севилье была отведена огромная площадка, расположенной на острове Исла-де-ла-Картуха. Для посещения большей части павильонов требовалось как минимум несколько дней. Выставка прославилась многочисленными впечатляющими воротами и мостами, а также разнообразием транспорта на её территории: от автобуса и парома, до канатной дороги и монорельсовой дороги.
Выдающимися были:
- павильон Японии — самое большое деревянное сооружение в мире
- павильон Марокко в виде марокканского дворца-особняка.

Наибольшей популярностью у посетителей пользовались павильоны Испании и Канады. Соединенным Штатам запрещено было строить павильон, больший, чем у хозяев выставки.
Режиссёром мероприятия выступил Мануэль Оливенсия. Выставка принесла долгосрочные выгоды для страны в виде новых аэропортов в Севилье и Хересе, реконструкции аэропорта в Малаге, строительства нового порта и железнодорожного вокзала Севильи, открытия новых железнодорожных линий, появления новых автомагистралей и новой инфраструктуры.

## Павильоны

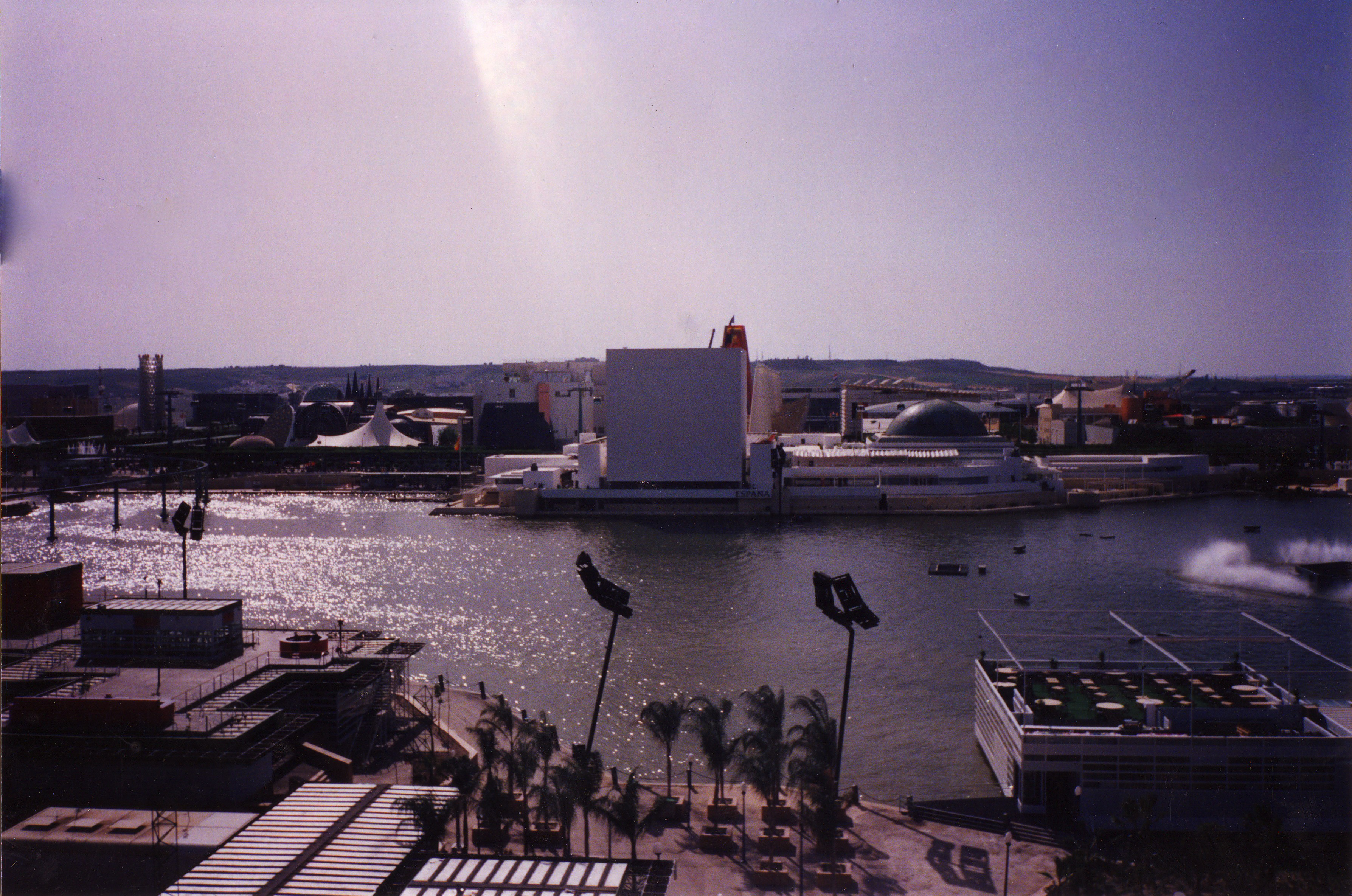
Испанский павильон

Павильоны выставки состояли из Королевского павильона и тематических павильонов — «Навигация», «Открытия», «Природа», «Окружающая среда» и «Пятнадцатый век»; флагманских павильонов Испании и Андалусии; павильонов испанских автономных регионов; более 100 международных павильонов; многочисленных корпоративных павильонов.
В павильоне «Открытия» показывался тематический фильм «Эврика!», снятый по роману Дэниела Дж. Бурстина Первооткрыватели. Но главную творческую награду получил канадский фильм Импульс технологии IMAX, с использованием лёгкой ручной камеры (с системой стабилизации стедикам).
При строительстве «Павильона Будущего» использовались предварительно напряженные каменные арки.
Чтобы компенсировать затраты развивающихся южноамериканских стран, было построено особое монументальное сооружение — «Площадь Америки», в котором прошла специальная выставка «Золото Южной Америки». Также была создана «Площадь Африки», чтобы обеспечить максимальное участие развивающихся африканских государств.
На выставке был продемонстрирован стандарт HD-MAC — ранняя аналоговая система телевидения высокой чёткости.

## Талисман
Талисманом ярмарки была большая белая птицы с ногами слона, длинным коническим клювом и гребнем, окрашенным в цвета радуги.
Птица была создана немецким дизайнером Хайнцем Эдельманном (анимационный фильм 1968 года Желтая подводная лодка), давшим ей имя Курро — андалузская любимая форма испанского мужского имени Франсиско.
Официально талисман был представлен на «площади Испании» в Севилье на празднике света и звука 20 апреля 1990 года, за два года до открытия ярмарки.

## Климат-контроль
Для смягчения жары была предусмотрена система кондиционирования водой по всей выставке, навесы из эластичной ткани и зелени. В разных местах посетителей опрыскивал прохладный туман, также можно было воспользоваться многочисленными фонтанами и детскими бассейнами.

## После выставки
После завершения выставки большинство павильонов было демонтировано, территория разделена между парком исследований и разработок Cartuja 93 и тематическим парком Isla Mágica, «Волшебный остров», где и находится, оставшийся неразобранным, популярный павильон Испании. Правительство Канады подарило Канадский павильон для использования в качестве новой профессиональной школы.

## Представленные страны
На выставке было представлено более ста стран, что сделало её одной из крупнейших на то время.
- Испания — флагманский испанский павильон прославился модернистским кубом и сферой, расположенными на берегу искусственного озера Испании. В кубе были собраны лучшие произведения испанского искусства, в том числе произведения Миро, Дали, Караваджо и других. Под куполом павильона прошла презентация театра с подвижным сиденьем Iwerks 15/70 Dome.

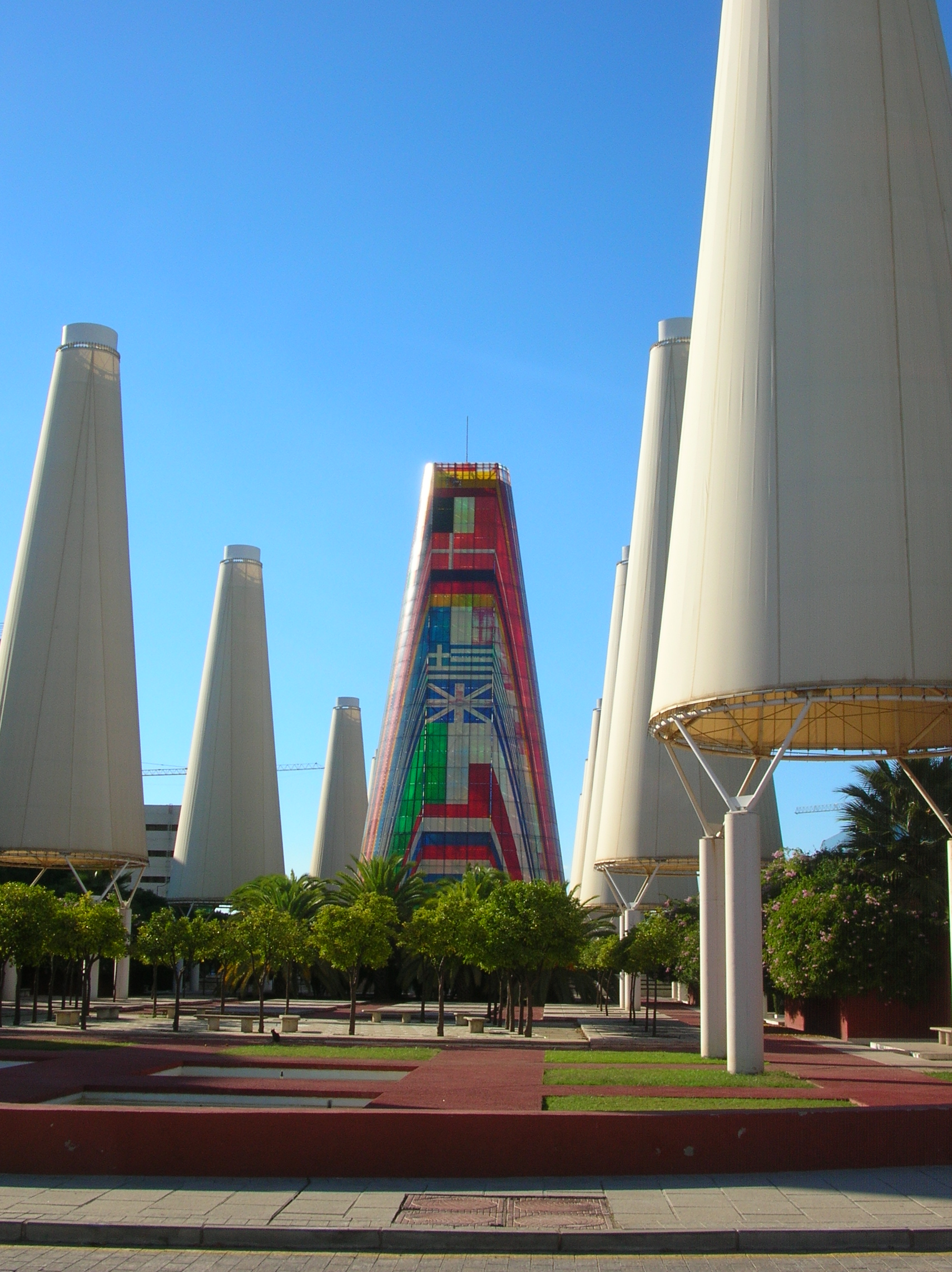
Аллея Европы

* Главный павильон Европейского Союза находился под землей, а над ним, вдоль Аллеи Европы, было сооружено 12 массивных башен белого цвета и центральная разноцветная башня с флагами (тогда) двенадцати стран Евросоюза. Остальные павильоны Евросоюза располагались на левом и правом флангах проспекта.
- Германия — шоу-театр Traumfabrik[нем.] представлял Германию в культурном отношении.
- Китай — был представлен большими Китайскими воротами у входа и большим гобеленом с изображением Великой Китайской стены на внутреннем входе. Достопримечательности Китая были представлены в кинопрезентации на 360 градусов.
- Россия — первое представительство России после распада Советского Союза представляло собой угловой павильон со множеством цветных движущихся меняющихся квадратов на крыше. Внутри можно было увидеть аспекты российской космической программы и российский спутник, подвешенный к потолку павильона.
- США. Павильон США финансировался Amway, General Motors и многими другими корпоративными спонсорами в рамках государственно-частного партнерства. Снаружи он представлял собой американский флаг в виде трех больших подвесных конструкций, а также большую современную фреску немецко-американского художника Питера Макса, изображающую историю путешествия Христофора Колумба и его встречу с американским континентом на космическом корабле «Шаттл». Сам павильон состоял из нескольких структур. Кинопрезентации «World Song» рассказывала об общих этапах жизни всех наций и народов[3][4][5].Другие экспонаты в павильоне США включали выставку Билля о правах, действующий современный американский «Дом Свободы», который можно было посетить.
- Пуэрто-Рико — представил отдельный от США павильон (в то время стоимостью 31 миллион долларов США[6]), который был намного больше и богаче, чем павильон США и подчёркивал культурное и историческое значение Пуэрто-Рико и связи с Латинской Америкой, Испанией и Европой[6]. Павильон представлял собой соединение трёх геометрических «объемов»: каменного треугольника с большими перфорациями, отсылающими к сторожевым постах военных укреплений на острове, модернистской белой фарфоровой беседки и гладкого, облицованного медью цилиндра. Вокруг павильона были посажены пальмы, растущие только в Пуэрто-Рико (Roystonea borinquena). Дно бассейна украсили карибские кораллы"[7]. После выставки Пуэрто-Рико продал павильон за 4 миллиона долларов США испанской почтовой службе Correos для использования в качестве учебного центра[6].

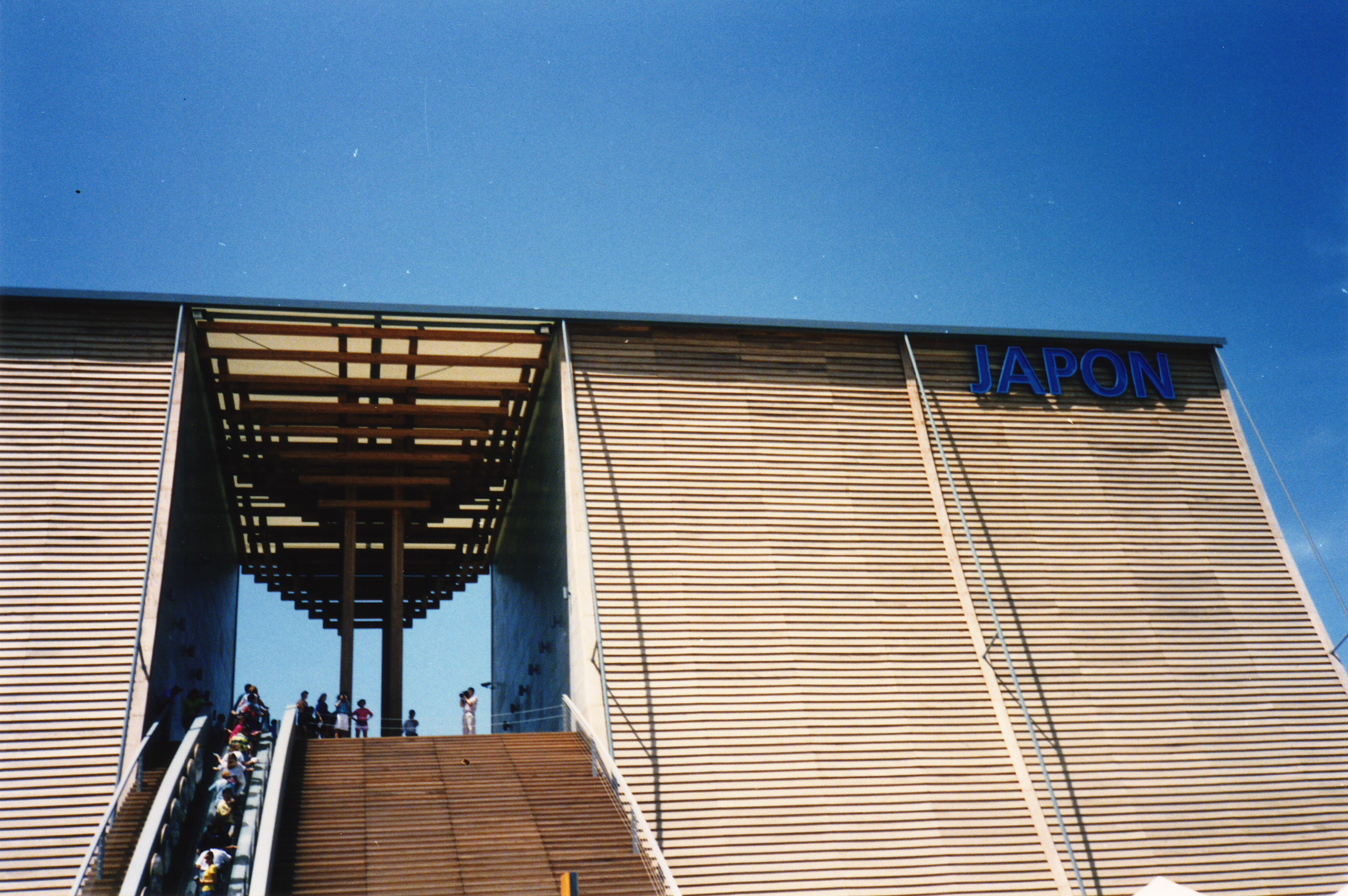
Японский павильон

- Япония — это самое большое в мире деревянное сооружение с большим эскалатором для посетителей. Также был представлен трехсегментный движущийся аниме-фильм о Японии времен Колумба глазами Дон Кихота и масштабное изображение верхних этажей японского замка.
- Индия. Архитектура индийского павильона представляла собой павлина с синей мачтой вместо шеи и головы и разноцветными плитками, изображающими хвост.

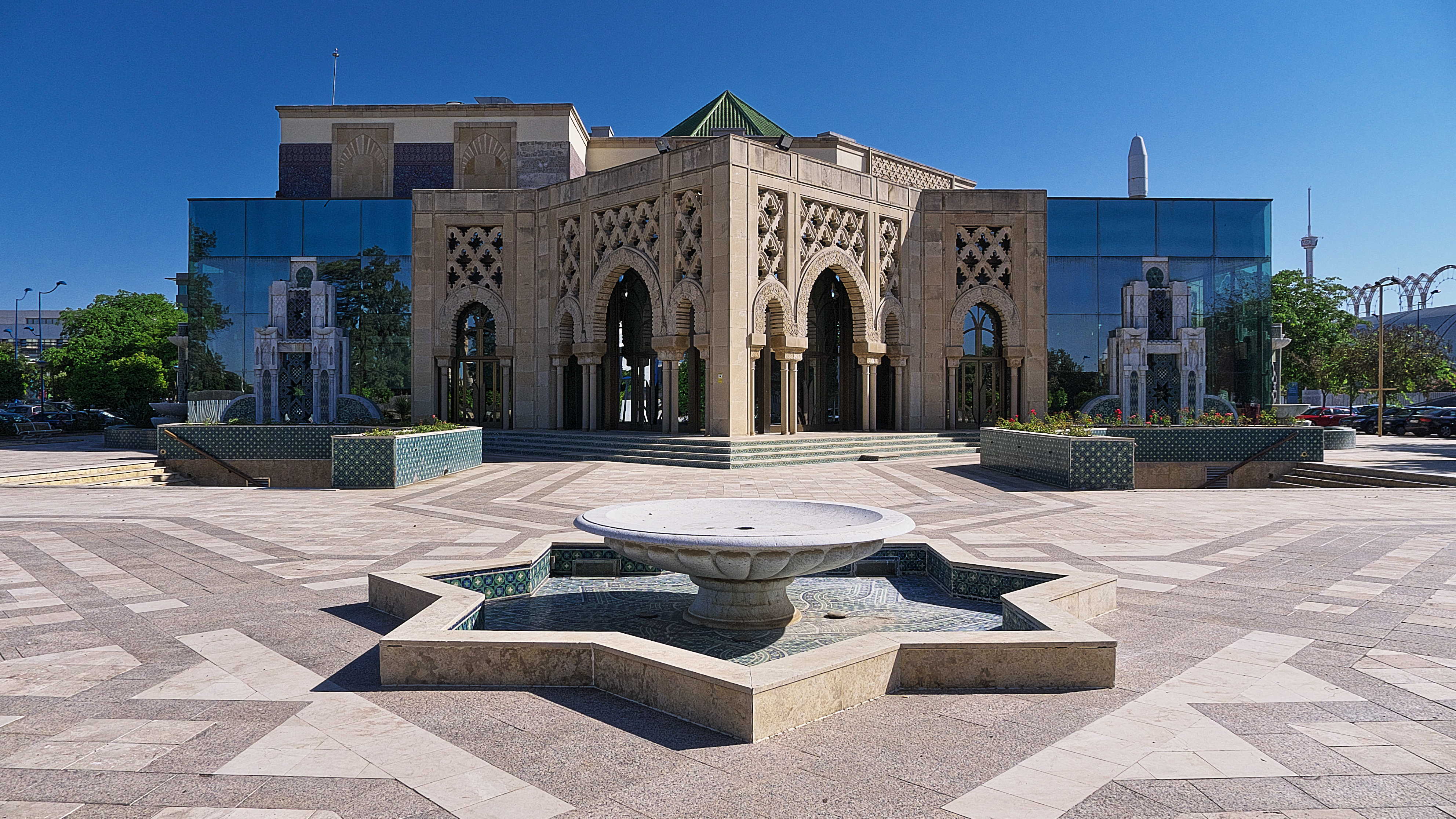
Марокканский павильон

- Марокко — павильон считался одним из самых красивых павильонов на выставке. Представлял собой трехэтажный традиционный марокканский дворец с фонтаном в центре, а также открытым к небу атриумом и рестораном. Этот павильон до сих пор можно увидеть на территории выставки.
- Италия. Павильон был одним из крупнейших и представлял собой обширную экспозицию, посвященную итальянскому искусству, изобретениям и открытиям. Сегодня он также остается на территории выставки, как административный центр многочисленных корпораций и предприятий.
- Новая Зеландия. В павильоне Новой Зеландии была представлена выставка «Сокровища подземного мира», народные танцы хака и выступление оперной певицы Кири Те Канава в День Новой Зеландии.
- Австралия — вход в изогнутый проход с многоэтажным атриумом в виде тропического леса с тропическими пальмами, птицами и бабочками из штата Квинсленд; большой аквариум, представляющий экосистему Большого Барьерного рифа; выставка австралийского золота и драгоценных австралийских ювелирных изделий, в том числе яйцо из библиотеки Аргайл[англ.]; и презентация австралийского кино «Австралийский гексаплекс» — движущаяся пятиэкранная слайд- и видеопрезентация с обзором на 360 градусов.
- Турция. Изюминкой турецкого павильона стало интерактивное рекламное программное обеспечение, которое представляло турецкий туристический сектор, культурные ценности и экономические возможности. Взаимодействие обеспечивалось большими сенсорными мониторами. Приложение было удостоено награды выставки «Лучшее использование мультимедиа».
- Канада. В канадском павильоне демонстрировался фильм Импульс[англ.], единственный в мире кинофильм, представленный в формате IMAX HD[англ.] с частотой 48 кадров в секунду. В павильоне также был искусственный пруд, окружающий сцену, где проходили представления для посетителей, стоящих в очереди к павильону. В ресторане подавали арктические блюда из северной Канады.
- Ямайка. Павильон спонсировался правительством Ямайки и частным сектором. Идея павильона заключалась в загородной автобусной экскурсии по сельской местности Ямайки к деревенской площади, окруженной фасадами магазинов, где продавалась продукция спонсоров. Тема была разработана архитектором Майклом Лейком].
- Израиль — Израильский павильон представлял собой исход еврейского народа на протяжении двух тысяч лет и его объединение в результате создания Государства Израиль.